# Окунъёган
Окунъёган (устар. Окун-Ёган) — река в России, протекает по территории Ямало-Ненецкого автономного округа. Устье реки находится в 317 км по левому берегу реки Толька. Длина реки составляет 54 км.
- В 30 км от устья по левому берегу реки впадает река Вонтъигол.
- В 31 км от устья по правому берегу реки впадает река Лёкъигол.

## Данные водного реестра
По данным государственного водного реестра России относится к Нижнеобскому бассейновому округу, водохозяйственный участок реки — Таз, речной подбассейн реки — подбассейн отсутствует. Речной бассейн реки — Таз.
Код объекта в государственном водном реестре — 15050000112115300066298.